# Цибанобалка
Цибанобалка — село у Краснодарському краї, Росія. Входить до складу муніципального утворення місто-курорт Анапа. Центр Приморського сільського округу.
Населення — 5 370 мешканців (2010).
Село лежить за 8 км північніше центру Анапи, на схід від курортної зони Нижнє Джемете.

## Історія
1870 року хорунжий Павло Цибан був нагороджений земельною ділянкою у струмка Можепсин (з адигейської — «річкова долина з дикими яблунями»). Пізніше хутору на згадку про першого господаря найменовано Цибанобалка.